# إلمو وليامز
إلمو وليامز (بالإنجليزية: Elmo Williams)‏ هو كاتب ومنتج أفلام ومونتير ومخرج أمريكي، ولد في 30 أبريل 1913 في لون ولف في الولايات المتحدة، وتوفي في 25 نوفمبر 2015 في بروكينغز في الولايات المتحدة.

## وصلات خارجية
- إلمو وليامز على موقع IMDb (الإنجليزية)
- إلمو وليامز على موقع الموسوعة البريطانية (الإنجليزية)
- إلمو وليامز على موقع ألو سيني (الفرنسية)
- إلمو وليامز على موقع أول موفي (الإنجليزية)
- إلمو وليامز على موقع قاعدة بيانات الأفلام السويدية (السويدية)
- إلمو وليامز على موقع قاعدة بيانات الفيلم (الإنجليزية)
- إلمو وليامز على موقع كينوبويسك (الروسية)